# Nina Engel
Nina Engel (* 25. April 2003 in Hildesheim) ist eine deutsche Handballspielerin, die in der Bundesliga für die HSG Bensheim/Auerbach aufläuft.

## Karriere

### Im Verein
Sie begann das Handballspielen beim Hagener SV und kam über die HG Bremerhaven in die Jugend des SV Werder Bremen. In der Saison 2019/20 konnte sie erstmals Zweitliga-Erfahrung sammeln. Ab der Saison 2022/23 spielte sie in der 1. Bundesliga für die Sport-Union Neckarsulm. Im Sommer 2024 wechselte sie zum Ligakonkurrenten HSG Bensheim/Auerbach.

### In Auswahlmannschaften
Mit der deutschen Juniorinnen-Nationalmannschaft nahm sie an der U-19-Europameisterschaft 2021 und der U-20-Weltmeisterschaft 2022 teil. Bei der U-20-Weltmeisterschaft 2022 war sie mit 44 Toren erfolgreichste deutsche Torschützin und belegte Platz 8 der Torschützenliste des Turniers.
Engel gab am 24. Oktober 2024 ihr Länderspieldebüt für die deutsche A-Nationalmannschaft. Sie stand im Kader für die Europameisterschaft 2024, wo sie mit Deutschland den 7. Platz belegte.